# DFB-Pokal 1965-1966
La DFB-Pokal 1966 fu la 23ª edizione del trofeo. Vi parteciparono 32 squadre che si sfidarono nei 5 turni del torneo. In finale il Bayern Monaco sconfisse il Meidericher SV 4–2.

## Qualificazioni
| Squadra 1           | Risultato | Squadra 2         |
| ------------------- | --------- | ----------------- |
| 02.01.1966          |           |                   |
| Borussia M'gladbach | 5 - 1     | Opel Rüsselsheim  |
| Bayern Monaco       | 2 - 0     | Borussia Dortmund |

## Primo turno
| Squadra 1             | Risultato   | Squadra 2              |
| --------------------- | ----------- | ---------------------- |
| 22.01.1966            |             |                        |
| Borussia M'gladbach   | 0 - 1 (dts) | Borussia Neunkirchen   |
| Ludwigshafen          | 0 - 1       | Kaiserslautern         |
| St. Pauli             | 4 - 2       | Saarbrücken            |
| Werder Brema          | 4 - 0       | Monaco 1860            |
| Bayern Monaco         | 1 - 0       | Eintracht Braunschweig |
| Colonia               | 1 - 1 (dts) | Tasmania Berlino       |
| Hannover 96           | 2 - 4       | Amburgo                |
| Meidericher           | 2 - 0       | Stoccarda              |
| Eintracht Francoforte | 2 - 1       | Alsenborn              |
| Schalke 04            | 3 - 1 (dts) | TeBe Berlino           |
| Karlsruhe             | 3 - 0       | Preußen Münster        |
| Schwaben Augsburg     | 0 - 1       | Norimberga             |
| Fortuna Düsseldorf    | 1 - 2       | Kickers Offenbach      |
| Holstein Kiel         | 3 - 1       | Arminia Bielefeld      |
| 02.02.1966            |             |                        |
| Freiburger            | 4 - 3       | Alemannia Aquisgrana   |
| TuS Haste             | 1 - 2       | Concordia Amburgo      |

### Ripetizione
| Squadra 1        | Risultato | Squadra 2 |
| ---------------- | --------- | --------- |
| 19.02.1966       |           |           |
| Tasmania Berlino | 0 - 2     | Colonia   |

## Ottavi di finale
| Squadra 1      | Risultato | Squadra 2             |
| -------------- | --------- | --------------------- |
| 18.02.1966     |           |                       |
| Amburgo        | 4 - 0     | Borussia Neunkirchen  |
| 19.02.1966     |           |                       |
| Meidericher    | 6 - 0     | Schalke 04            |
| Norimberga     | 2 - 1     | Eintracht Francoforte |
| Freiburger     | 1 - 3     | Karlsruhe             |
| Kaiserslautern | 3 - 0     | Holstein Kiel         |
| Werder Brema   | 2 - 0     | Concordia Amburgo     |
| St. Pauli      | 3 - 1     | Kickers Offenbach     |
| 09.03.1966     |           |                       |
| Bayern Monaco  | 2 - 0     | Colonia               |

## Quarti di finale
| Squadra 1      | Risultato | Squadra 2     |
| -------------- | --------- | ------------- |
| 07.04.1966     |           |               |
| Amburgo        | 1 - 2     | Bayern Monaco |
| Meidericher    | 1 - 0     | Karlsruhe     |
| Kaiserslautern | 3 - 1     | Werder Brema  |
| 08.04.1966     |           |               |
| St. Pauli      | 0 - 1     | Norimberga    |

## Semifinali
| Squadra 1   | Risultato   | Squadra 2      |
| ----------- | ----------- | -------------- |
| 18.05.1966  |             |                |
| Norimberga  | 1 - 2 (dts) | Bayern Monaco  |
| Meidericher | 4 - 3       | Kaiserslautern |

## Finale
| Squadra 1   | Risultato | Squadra 2     |
| ----------- | --------- | ------------- |
| 04.06.1966  |           |               |
| Meidericher | 2 - 4     | Bayern Monaco |

| Arbitro: | Gerhard Schulenburg (Amburgo) |

|                                 |           |                                                          |
| Mielke 28’ Heidemann 72’ (pen.) | Marcatori | 31’ Ohlhauser 56’, 77’ (pen.) Brenninger 82’ Beckenbauer |

| MEIDERICHER SV:   |   |                   |
|                   |   |                   |
| GK                | 1 | Manfred Manglitz  |
| DF                |   | Hartmut Heidemann |
| DF                |   | Johann Sabath     |
| DF                |   | Manfred Müller    |
| DF                |   | Michael Bella     |
| MF                |   | Werner Lotz       |
| MF                |   | Heinz van Haaren  |
| FW                |   | Carl-Heinz Rühl   |
| FW                |   | Werner Krämer     |
| FW                |   | Rüdiger Mielke    |
| FW                |   | Horst Gecks       |
| Allenatore:       |   |                   |
| Hermann Eppenhoff |   |                   |

| Bayern Monaco:   |   |                     |
|                  |   |                     |
| GK               | 1 | Sepp Maier          |
| DF               |   | Hans Nowak          |
| DF               |   | Werner Olk (c)      |
| DF               |   | Peter Kupferschmidt |
| DF               |   | Hans Rigotti        |
| MF               |   | Rudolf Nafziger     |
| MF               |   | Dieter Koulmann     |
| MF               |   | Franz Beckenbauer   |
| FW               |   | Rainer Ohlhauser    |
| FW               |   | Gerd Müller         |
| FW               |   | Dieter Brenninger   |
| Allenatore:      |   |                     |
| Zlatko Čajkovski |   |                     |

Bayern Monaco
(2º successo)